# Alexander Payne
Constantine Alexander Payne (Omaha, Nebraska, 10 de febrero de 1961), conocido como Alexander Payne, es un director de cine, guionista y productor estadounidense-griego (recibió esta segunda nacionalidad en 2022).
Sus películas se caracterizan por un fuerte sentido del humor, satirizando la actual sociedad estadounidense.[cita requerida] Estuvo nominado al Óscar en 1999 por la adaptación de Election. Venció en el 2005 en los Premios Óscar y en los Globos de Oro por el guion de Entre copas.

## Biografía
Constantine Alexander Payne nació en Omaha, Nebraska, el 10 de febrero de 1961, hijo de Peggy y George Payne. Sus abuelos paternos emigraron de Grecia y su apellido original era Papadopoulos, que sustituyeron por Payne al llegar a Estados Unidos.[cita requerida]

## Filmografía
Como director, su filmografía se reduce a ocho películas, casi todas escritas con la colaboración del guionista Jim Taylor. Por la aclamada Entre copas, que ganó casi todos los premios de la Premios de la Crítica Cinematográfica, Payne fue nominado al Óscar como mejor director, distinción que recibió también por sus dos siguientes trabajos.
- Citizen Ruth (1996)
- Election (1999)
- A propósito de Schmidt (About Schmidt) (2002)
- Entre copas (Sideways) (2004). Nominado al Óscar a la mejor dirección.
- Los descendientes (The Descendants) (2011). Nominado al Óscar a la mejor dirección.
- Nebraska (2013). Nominado al Óscar a la mejor dirección.
- Downsizing/Una vida a lo grande/Pequeña gran vida (2017)
- Los que se quedan (2023)[2]

Como guionista tuvo una pequeña colaboración en Parque Jurásico III (2001) y en la película de animación Rudolph, el reno de la nariz roja (1998).
En 1985 dirigió el cortometraje Carmen, siendo también responsable del guion y de la música. Rodó este cortometraje mientras estudiaba en la escuela de cine de la Universidad de California en Los Ángeles (UCLA). Se trata de una comedia muda inspirada muy libremente en la ópera del mismo nombre. En ella, una persona con discapacidad intelectual, que trabaja en la tienda de una gasolinera en el turno de noche, se obsesiona con una cliente llamada Carmen.
Además, dirigió el último cortometraje ("14th arrondissement") de la película coral Paris, je t'aime (2006).
En televisión, dirigió el episodio piloto de la serie Hung, de la cadena de cable HBO.

## Premios y distinciones
Premios Óscar
| Año  | Categoría            | Trabajo nominado  | Resultado |
| ---- | -------------------- | ----------------- | --------- |
| 2000 | Mejor guion adaptado | Election          | Nominado  |
| 2005 | Mejor director       | Entre copas       | Nominado  |
| 2005 | Mejor guion adaptado | Entre copas       | Ganador   |
| 2012 | Mejor película       | Los descendientes | Nominado  |
| 2012 | Mejor director       | Los descendientes | Nominado  |
| 2012 | Mejor guion adaptado | Los descendientes | Ganador   |
| 2014 | Mejor director       | Nebraska          | Nominado  |